# Гайдамака.UA
Гайдамака. UA (або Фестиваль повстансько-патріотичної пісні «Гайдамака. UA») — захід, якій проводився 24-26 вересня 2010 року, метою якого було об'єднання всіх людей, котрі цінують свою культуру, історію, мову, усіх патріотів України. Фестиваль був присвячений 20-ій річниці «Студентської революції на граніті» та усім борцям за волю та Незалежність України. Гасло фестивалю «об'єднання усіх патріотичних сил України». Фестиваль проходив у Ірпіні.

Концертна програма фестивалю

Концертна програма фестивалю

## Загальна ідея

Олесь Доній і В'ячеслав Кириленко розповідають про Революцію на граніті

Українська історія сповнена подіями які час від часу кардинально змінювали вектор розвитку і становлення Української Держави. Герої визвольних змагань не раз показували прагнення до здобуття свободи і Вільної України борючись за неї не на життя а на смерть. Роки гайдамацького супротиву слугують яскравим цьому прикладом. Боротьба, яка змусила брати до рук зброю не полководців і військові загони, а простих селян, що не завжди вміли користуватися військовими техніками та зброєю, а розуміючи свою значущість своєї присутності, йшли у бій використовуючи підручні сільськогосподарські інструменти.
В час коли Україна вже стоїть на порозі 20ти ліття незалежності ми щодалі тим конкретніше зустрічаємося з проблемою інформаційної війни, глобалізації суспільства, та забуття
молоддю про своє коріння, культурні надбання, пасивність до нових звершень і відкриттів на благо своєї вітчизни. Острах суцільного занепаду наших духовних цінностей серед нового покоління українців штовхає нас на проведення фестивалю, що покликаний відновити почуття патріотизму, відчуття власної причетності та відповідальності до українського народу,
усвідомлення проблем сьогодення, ознайомлення з сучасним українським мистецтвом в музиці, літературі, живописі, кінематографі, знайомство з видатними діячами громадських рухів,
політиками, діячами культури і багато іншого.
На думку організаторів саме формат вшануваня української повстанської та бойової пісні має стати закликом до дії молодих українців.

## Мета
Пошук активних та зацікавлених людей для спільної подальшої діяльності Формування середовища людей, що об'єднані прагненням нових суспільних змін, бажанням працювати во благо України, спроможними творити якісний мистецький продукт, тих хто має свіжі думки, ідеї і стратегії розвитку нашої держави.
Виховання в молоді почуття патріотичного духу, спльне випрацювання нових шляхів, популяризація сучасного українського мистецтва серед людей, які не можуть знайти інформації в тб, радіо та інших засобах масової інформації.

## Заходи
Під час проведення дводенного фестивалю «Гайдамака» був проведен ряд концертів, презентацій, дискусій з відомими українськими музикантами, письменниками, політиками та громадськими
діячами, майстер-класи з українських традиційних бойових мистецтв.

## Інфраструктура

Наметове містечко

Правила поводження на фестивалі

Матеріальна база фестивалю включала використання сценічної конструкції із звуковою та світловою технікою, широкоформатний екран, піротехніка. Була створена необхідна інфраструктура для комфортного перебування учасників фестивалю: наметове містечко, польова кухня, локації для майстер-класів та показових виступів.

## Учасники

### Музична частина

Виступ гурту «Тінь Сонця»

Виступ гурту «ТНМК»

Виступ гурту «От Вінта»

Виступ гурту «Мертвий півень»

Гурт «Рутенія», Тарас Компаніченко, гурт «Веремій», Тарас Чубай, гурт «Тартак», гурт «Гайдамаки», хор «Гомін», гурт «Вертеп», Ярослав Джусь, гурт «Тінь Сонця», гурт «От Вінта», гурт «Мертвий півень», гурт «ТНМК» та інші.

### Дискусійна частина
Олесь Доній, Роман Коваль, Сашко Лірник, Ігор Ісіченко, Володимир В'ятрович, Роман Чайка, Місько Барбара, Світлана Олежко, Сергій Пантюк, Олександр Черненко, Ігор Когут, Василь Шкляр, Сергій Пантюк, Олег Короташ, Олександр Демченко, Андрій Окара, Василь Овсієнко, Юрко Винничук, Юрій Стець, Святослав Цеголко, Яна Конотоп, Павло Кужєєв, Тетяна Даниленко, Валерій Трохимчук, Володимир Фесенко, Ігор Коліушко, Тарас Стецьків, Олексій Гарань, Микола Княжицький, Віталій Портніков, Роман Скрипін, Армем Шевченко, В'ячеслав Кириленко, Левко Лук'яненко, брати Капранови, Вахтанг Кіпіані, Юрко Журавель, Фагот, Микола Степаненко, Тарас Возняк, Остап Семерак, Михайло Свистович, Остап Кривдик, Ігор Гузь, Олександр Солонтай, Олег Медуниця,Святослав Липовецький та інші.

## Події

Пам'ятаймо про українських партіотів

### До фестивалю
Напередодні проведення фестивалю депутат від Партії Регіонів та за сумісництвом голова організації «Русскоязычная Украина» Вадим Колесніченко написав листа до голови СБУ В.Хорошковського з вимогою заборонити цей фестиваль мотивуючи це тим що на його емблемі намальован козак з шаблею, а шабля це холодна зброя, тому не можна проводити цей фестиваль — так зазначив Колісніченко. «Під час проведення фестивалю організаторами планується низка концертів українських музичних колективів з яскраво вираженою націоналістичною й ксенофобською спрямованістю», — зазначив Колесніченко. Також, сказано в листі, плануються «презентації „повстанських книжок“, лекції й зустрічі з відомими націоналістично настроєними музикантами, письменниками, політиками й громадськими діячами, майстер-класи з українських традиційних бойових мистецтв»."На думку організаторів саме формат ушановування української повстанської й бойової пісні повинен стати закликом до дії молодих українців, про що свідчить і афіша заходу", — заявив регіонал.
З його слів, «музичні групи, виступ яких планується, відрізняються явно ксенофобською і націоналістичною спрямованістю текстів пісень».
Гурт «Мертвий Півень» подав на Вадима Колісніченка до суду за наклеп.

### 24 вересня

Сашко Лірник розповідає свої казки

Фестиваль розпочався з прес конференції Олеся Донія, в якій він розповів, що таке Остання Барикада, її мета, і привітав всіх з початком фестивалю. Далі:
- презинтація «повстанських книжок» клубу «Холодний Яр», проводив презинтацію Роман Коваль
- Сашко Лірник розповів свої казки
- лекція «Чи реально перемогти зло добром»
- лекція «Як виборювалася Незалежність України, і чому боротьба досі триває?» С.Хмара
- лекція «Таємниці архівів СБУ про УПА» В.В'ятрович
- презентація книги «Чорний Ворон» В.Шкляра
- поетичний збір та інше

### 25 вересня

Василь Овсієнко розповідає про Василя Стуса

Юрко Винничук презентує свою нову книгу Груші в тісті

Зустріч з зірками 5 каналу

- лекція «Василь Стус: концтабір проти сили духу і таланту» В.Овсієнко
- лекція «Студентська революція на граніті» О.Доній
- презентація книги «Груші в тісті» Ю.Винничук
- зустріч з зірками 5 каналу
- круглий стіл «Як творити нову опозицію»
- зустріч з зірками TBI
- лекція «Студентський рух кінця 80-х початку 90-х років» В.Кириленко
- Виступ на музичній сцені гуртів і виконавців: Гурт «Рутенія», Тарас Компаніченко, гурт «Веремій», Тарас Чубай, гурт «Тартак», гурт «Гайдамаки» та інше

### 26 вересня

Левко Лук'яненко на фестивалі

- лекція «Національно-визвольний рух в Україні 60-80 років» Л.Лук'яненко
- лекція «Мовна політика і мовна обітниця» О.Доній
- дискусія «Що таке цензура і як вона загрожує демократії?» рух «Митці проти цензури»
- лекція «Хто вбив Чорновола?» М.Степаненко
- дискусія «Місія Львова та Галичини»
- Виступ на музичній сцені гуртів і виконавців: хор «Гомін», гурт «Вертеп», Ярослав Джусь, гурт «Тінь Сонця», гурт «От Вінта», гурт «Мертвий півень», гурт «ТНМК» та інші.

### Напад на учасникі фестивалю
В останній день також був досить неприємний випадок. Під час проведення фестивалю повстанської та патріотичної пісні «Гайдамака. UA», група з 15 молодиків у спортивних костюмах та з битами напала на охорону й організаторів фестивалю.
Зокрема, 26 вересня, о 20:30 до столиків організаторів фестивалю підійшла організована група молодих чоловіків характерної зовнішності. У декого з них за спинами були заховані бейсбольні біти та палиці. Наблизившись до столика реєстрування учасників фестивалю, хулігани одразу розпочали побиття сидячих людей і продовжили напад бійкою з охоронцями фестивалю, яких виявилось на вході в кілька разів менше ніж нападаючих. Не чекаючи появи допомоги зі сторони головної сцени фестивалю, молодики з бітами розбіглися по всій території, на якій проводились концерти та лекції, повідомляє proUA.
Два працівники міліції, які знаходились безпосередньо на фестивалі у формі, не побажали вжити хоч якихось ефективних заходів, тому ніхто з нападників, на 22:00, не був затриманий. За словами організаторів фестивалю, їхнє звернення в міліцію міста Ірпіня телефоном було попросту проігноровано, попри те, що серед захисників фестивалю були постраждалі з травмами різного ступеня.
Втікаючи від мобілізованих сил охорони фестивалю та учасників хулігани обіцяли вернутись з більшими силами, в зв'язку з чим охорону фестивалю було посилено, в тому числі силами добровольців з числа відвідувачів та учасників фестивалю «Гайдамака. UA».

## Підсумки
Перший фестиваль «Гайдамака.UA» мав великий успіх. Тут зібралися небайдужі люди зі всієї України. Разом вони розробили план дій щодо дотримування вимог демократії в Україні, послухали якісну українську музику, зробили ще багато іншого, просто добре відпочили. Після завершення всі забажали щоб цей фестиваль став щорічним.